# Anke (Fernsehserie)
Anke – Die Comedyserie ist eine deutsche Comedyserie, die von 1999 bis 2001 mit Anke Engelke in der Hauptrolle produziert wurde.

## Inhalt
Die Serie spielt hinter den Kulissen der fiktiven Talkshow Anke. Moderatorin Anke ist vor der Kamera erfolgreich, beliebt und in der Lage, die Probleme anderer Leute zu lösen. Im Privatleben hat sie jedoch nicht so viel Glück und kämpft erfolglos mit ihren eigenen Problemen. Seit Jahren ist sie Single und nur Exfreund Tom hängt andauernd in ihrem Büro herum. Auch die anderen Redaktionsmitglieder sind eigentlich nicht hilfreich. Lisa arbeitet als Redakteurin, ist jedoch nebenbei Ehefrau und Mutter und fühlt sich häufig mit der dreifachen Belastung überfordert, was in Magenproblemen zum Vorschein kommt. Der cholerische Redaktionsleiter Schröder würde für eine gute Quote alles tun und versucht sich meist durch Schreien durchzusetzen. Allein Sekretärin Nikki hat alles im Griff: Bei ihrem guten Aussehen tun die Männer alles für sie.

## Episodenliste

### Staffel 1
| Nr. (ges.) | Nr. (St.) | Titel                                                 | Erstausstrahlung (D) |
| ---------- | --------- | ----------------------------------------------------- | -------------------- |
| 1          | 1         | Anke, ich krieg von Männern nie genug!                | 28. Jan. 2000        |
| 2          | 2         | Anke, meine Freunde nutzen mich nur aus!              | 4. Feb. 2000         |
| 3          | 3         | Anke, ich bin viel zu fett!                           | 11. Feb. 2000        |
| 4          | 4         | Anke, hilf mir, ich finde mich hässlich!              | 18. Feb. 2000        |
| 5          | 5         | Anke, ich verliebe mich immer in die falschen Männer! | 25. Feb. 2000        |
| 6          | 6         | Anke, mein Kind ist von einem anderen!                | 3. März 2000         |
| 7          | 7         | Anke, meine Eltern haben alles falsch gemacht!        | 10. März 2000        |
| 8          | 8         | Anke, mein Freund steht auf Männer!                   | 17. März 2000        |
| 9          | 9         | Anke, mein Partner ist im Bett 'ne Null!              | 24. März 2000        |
| 10         | 10        | Anke, ich liebe einen Knacki!                         | 31. März 2000        |
| 11         | 11        | Anke, ich steh total auf Machos!                      | 7. April 2000        |
| 12         | 12        | Anke, ich will mein Leben ändern!                     | 14. April 2000       |
| 13         | 13        | Anke, was soll bloß aus mir werden?                   | 28. April 2000       |

### Staffel 2
| Nr. (ges.) | Nr. (St.) | Titel                                  | Erstausstrahlung (D) |
| ---------- | --------- | -------------------------------------- | -------------------- |
| 14         | 1         | Anke, bei mir läuft alles schief!      | 14. Mai 2001         |
| 15         | 2         | Anke, für Geld tue ich alles!          | 14. Mai 2001         |
| 16         | 3         | Anke, ich liebe einen Jüngeren!        | 21. Mai 2001         |
| 17         | 4         | Anke, ich kämpfe gegen Vorurteile!     | 28. Mai 2001         |
| 18         | 5         | Anke, Männer zeigen keine Gefühle!     | 11. Juni 2001        |
| 19         | 6         | Anke, alle lachen über mich!           | 18. Juni 2001        |
| 20         | 7         | Anke, manchmal komme ich mir dumm vor! | 25. Juni 2001        |
| 21         | 8         | Anke, ich wär gern sexy!               | 2. Juli 2001         |
| 22         | 9         | Anke, ich habe Angst um meinen Job!    | 9. Juli 2001         |
| 23         | 10        | Anke, heute mach ich reinen Tisch!     | 16. Juli 2001        |
| 24         | 11        | Anke, ich suche einen Traummann!       | 23. Juli 2001        |

## Auszeichnungen
- Anke Engelke gewann sowohl 2000 als auch 2001 den deutschen Comedypreis als Beste Komikerin u. a. für ihre Rolle in dieser Serie.
- Zudem wurden 2001 Produzent Ralf Husmann für die Beste Comedy-Serie für den Comedypreis sowie die Serie für den Adolf-Grimme-Preis nominiert.

## Kritiken
- Michael Reufsteck und Stefan Niggemeier beschreiben die Serie in ihrem Fernsehlexikon als „etwas Besonderes“. Sie nennen sie „eine intelligente deutsche Sitcom“[1].
- Barbara Sichtermann schreibt in ihrem Artikel So ein Knaller in der Zeit im Jahr 2000: „Na schön, dachte man bei Sat.1, wenn diese Anke so ein Knaller ist, wird sie auch zur deutschen Ally McBeal taugen, also los. Man setzt das Mädchen in eine fiktive TV-Redaktion, lässt sie dort Daily Talks zu Extremthemen (Anke, ich bin Nymphomanin!) moderieren und in Job und Leben allerlei Prüfungen bestehen. Leider hat man versäumt, Engelke das Drehbuch schreiben zu lassen, vielleicht wäre dann der eine oder andere komische Funken in den Dialog gehopst. Wenn sie selber reden darf, hört man ihr immer mit Vergnügen zu. Aber als Anke ist Anke total zum Abwinken. Das geflügelte Danke, Anke! aus den Wochenshow-Nachrichten kriegt plötzlich einen ganz neuen Sinn.“[2]

## Sonstiges
- Jede Folge trug ein typisches Talkshowthema als Namen. So z. B. Anke, ich liebe einen Knacki! und Anke, hilf mir, ich finde mich hässlich!.
- Einige bekannte Persönlichkeiten übernahmen Gastrollen in der Serie: Stefan Raab, Kai Pflaume, Katy Karrenbauer, Thomas Ohrner u. a.
- Die Namen der Gastdarsteller wurden vor dem Vorspann, also vor denen der Hauptdarsteller, eingeblendet.
- Seit dem 11. Oktober 2004 ist die komplette Serie auf DVD erhältlich. Auf dem Cover ist fehlerhafterweise „Season 1“ vermerkt.
- Regisseur war wie auch bei Engelkes Weihnachtsgala Danke Anke Sven Unterwaldt Jr.
- Seit dem 2. Juli 2008 werden Wiederholungen auf dem Sender Comedy Central ausgestrahlt.

## Titelsong
Der Titelsong wurde von Anke Engelke selbst eingesungen. Der Text lautet wie folgt:
„Es sieht so aus, als lief mein Leben verkehrt. Alles ist anders als bestellt. Ich hab kein Haus, kein Äffchen und auch kein Pferd. Mit mir macht die Welt, was ihr gefällt. Aber glücklich werd ich bestimmt. Ich weiß halt nur noch nicht wie. Ich weiß halt nur noch nicht wie. Doch glücklich werd ich bestimmt!“